# Вернигора Вадим Васильович
Вади́м Васи́льович Верни́гора (нар. 4 лютого 1987, Дорофіївка, Україна — 1 лютого 2015) — солдат Збройних сил України. Почесний громадянин Тернопільської області (2022, посмертно).

## Життєпис
Вадим Вернигора народився 4 лютого 1987 року в селі Дорофіївці Підволочиського району Тернопільської області.
Батько помер, коли Вадим був маленьким, виховувала мама. Закінчив Волочиську ЗОШ № 1, інститут, одружився, працював на машинобудівному заводі «Мотор Січ».
Ще навесні 2014-го записався добровольцем, з липня ніс службу на блокпостах при в'їзді у Крим. Військовик 6-го окремого мотопіхотного батальйону 128-ї гірсько-піхотної бригади. Уночі на 1 лютого 2015 року на адміністративному кордоні з окупованим російськими військами Кримом в польовому таборі ЗСУ біля села Преображенка сталася пожежа та вибух складу набоїв. Уламками зруйнованої будівлі завалило військові намети, що знаходилися на території старої ферми, загинуло 6 вояків, серед них і Вадим Вернигора.
Без Вадима лишились молода дружина та двомісячна донечка.
Похований у рідному селі Дорофіївці.

## Вшанування
- почесний громадянин Тернопільської області (26.8.2022, посмертно)[1];
- Почесний громадянин Волочиського району (14.7.2016, посмертно);
- 12 жовтня 2016 у Волочиській ЗОШ № 1 відкрито меморіальну випускникам Вадиму Вернигорі та Юрію Солтису.